# Lubor Tesař
Lubor Tesař (ur. 11 maja 1971 w Pilźnie) – czeski kolarz szosowy i torowy, brązowy medalista szosowych mistrzostw świata w kategorii amatorów.

## Kariera
Największy sukces w karierze Lubor Tesař osiągnął w 1993 roku, kiedy zdobył brązowy medal w wyścigu ze startu wspólnego amatorów podczas mistrzostw świata w Oslo. W zawodach tych wyprzedzili go jedynie Niemiec Jan Ullrich oraz Łotysz Kaspars Ozers. Był to jednak jedyny medal wywalczony przez Tesařa na międzynarodowej imprezie tej rangi. Ponadto w 1991 roku wygrał niemiecki Niedersachsen-Rundfahrt, w 1992 roku Okolo Slovenska, w 2004 roku Bohemia Tour, a rok później był najlepszy w Sparkassen Giro Bochum. W 1992 roku wystartował w wyścigu punktowym na igrzyskach olimpijskich w Barcelonie, kończąc rywalizację na piątej pozycji.